# 전기영
전기영(全己盈, 1973년 7월 11일~)은 대한민국의 유도 선수, 지도자이다. 현재는 용인대학교 교수로 재직 중이다.

## 선수 경력
충청북도 청주시 출신으로, 청주 대성중학교 1학년 때 본격적으로 유도를 시작하였다. 청석고등학교 시절에는 전국대회 6관왕에 올랐으며 경기대학교 진학 후 동체급 국내 최강으로 떠올랐다.
1993년 2월 파리 오픈 78 kg 급에서 윤동식을 결승에서 꺾고 금메달을 획득하여 주목을 받기 시작하였고, 같은 해 7월 대표선발전에서 1991년 세계 유도 챔피언 김병주, 윤동식과 치열한 3파전을 벌인 끝에 다시 국가대표로 선발되어 10월 캐나다 해밀턴에서 열린 세계 유도 선수권 대회에 참가하였다. 결승전에서 1992 바르셀로나 올림픽 금메달리스트인 일본의 요시다 히데히코와 맞붙어 경기 종료 30초 전 업어치기 절반을 따내어 승리, 생애 첫 번째 세계 챔피언에 올랐다.
그러나 평소 체중이 85 킬로그램을 상회하여 체중 조절에 애를 먹으면서 1994년에는 맞수 윤동식에게 대표자리를 내주고 히로시마 아시안 게임에 참가하지 못하였다. 이후 86kg으로 체급을 올려 대표에 다시 선발, 1995년 일본 지바에서 열린 세계 유도 선수권 대회에서 5경기 연속 한판승을 기록하면서 대회 2연패-2체급 석권을 동시에 달성하였다. 결승전에서는 요시다 히데히코와 또다시 맞붙었는데, 경기 시작 2분 46초 경 왼쪽 업어치기에 이은 왼쪽 밭다리후리기로 요시다를 매트에 꽂으며 한판승을 이끌어내었다.
1996년 애틀랜타 올림픽에서는 1회전에서 네덜란드의 강자 마르크 하위징아에게 거둔 3-0 판정승을 제외한 나머지 네 경기 모두 한판승을 거두면서 금메달을 획득하였다.
1997년 프랑스 파리에서 열린 세계 유도 선수권 대회에서는 초반 3연속 한판승을 거두는 등 상대 선수들을 여유있게 압도하며 금메달을 획득, 대회 3연패의 대기록을 세웠다.

## 은퇴
1999년 한국마사회에서 은퇴한 후 2003년 경기대학교에서 박사 학위를 받고 2005년 용인대학교 유도학과에 교수로 임용이 되었는데, 이는 지난 1953년 개교 후 51년 만에 처음으로 비 용인대 출신이 유도학과 교수에 임용되는 기록을 남겼다. 2006년 도하 아시안 게임과 2008년 베이징 하계 올림픽에 대한민국 유도 국가대표팀 코치로써 참가한 바 있다.

## 영화
- 2016년 《형》... 유도 해설자 역

## 수상

### 수훈
- 체육훈장 청룡장(2005년 3월 25일)
- 체육훈장 거상장(1994년 4월 21일)
- 체육훈장 기린장(1990년 12월 31일)